# Wilhelm von Debschitz

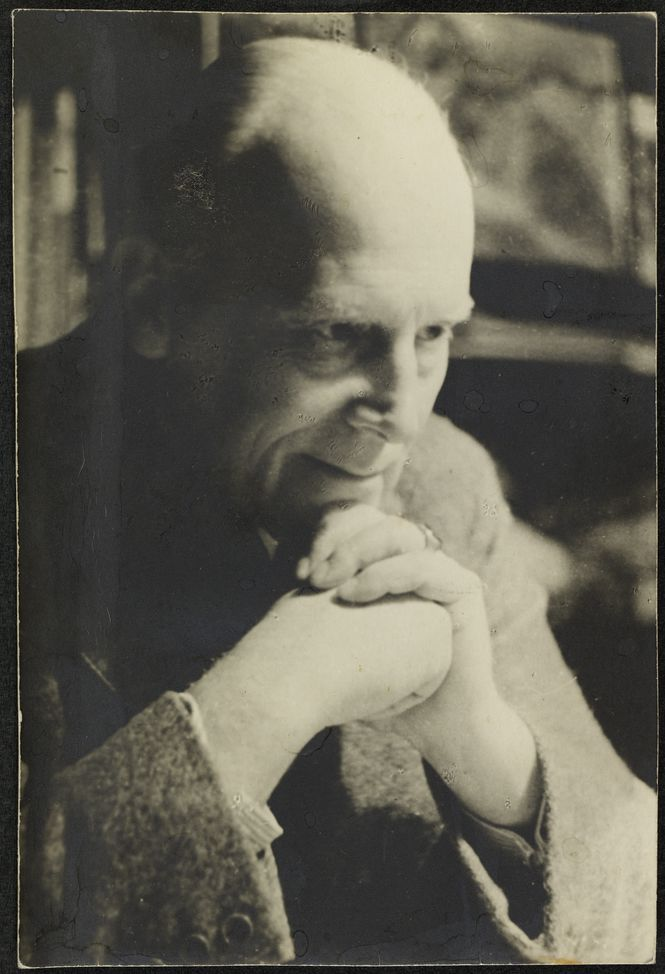
Wilhelm von Debschitz im Halbprofil in Lüneburg, um 1948

Wilhelm Siegfried Kurt von Debschitz (* 21. Februar 1871 in Görlitz; † 10. März 1948 in Lüneburg, Niedersachsen) war Maler, Innenarchitekt, Kunsthandwerker, Kunstpädagoge und Direktor seiner eigenen Kunstgewerbeschule in München, der nach ihm benannten Debschitz-Schule.

## Familie

von Debschitz Familienwappen

Debschitz entstammte dem alten Oberlausitzer Adelsgeschlecht Debschitz und war das dritte Kind des königlich-preußischen Generalleutnants Kolmar von Debschitz und der Pauline von dem Borne (1830–1912, Haus Berneuchen, Kr. Landsberg).
Er heiratete das erste Mal am 16. August 1898 in Görlitz die Fotografin Wanda von Kunowski (1870–1935), die Tochter des königlich-preußischen Majors August von Kunowski und der Helene von Bethe. Wanda war eine seinerzeit bekannte Porträt-Fotografin. Diese Ehe, in der die Kinder Wanda (1899–1986), Wolf-Dietrich (1901–1972) und Irene (1903–1990) geboren wurden, wurde im Juli 1921 (1924) wieder geschieden.
Das zweite Mal heiratete Debschitz am 19. September 1924 in Lüneburg (Niedersachsen) Hedwig Naumann (* 11. Oktober 1880 in Lüneburg; † 14. Januar 1947 ebenda).

## Leben
Debschitz wurde im preußischen Kadettenkorps erzogen, brach die Offiziersausbildung jedoch ab, um Kunstmaler zu werden. Zu diesem Zweck machte er als Autodidakt die obligatorischen Studienreisen durch Tirol und Italien.
1890/1891 ging er nach München, ließ sich von Heinrich Knirr im Zeichnen unterrichten und nahm Anregungen der deutschen Romantiker Moritz von Schwind (1804–1871) und Ludwig Richter (1803–1884) auf. In München machte er 1895 auch die Bekanntschaft mit seiner zukünftigen ersten Ehefrau Wanda.
Später wandte er sich unter dem Einfluss der modernen Engländer Morris und Crane den illustrativen Arbeiten und kunstgewerblichen Entwürfen zu. Eines seiner bedeutenderen Werke dieser Art war die Dekoration eines Pavillons mit Darstellungen aus dem Dornröschen-Märchen in Sgraffito-Design (Wandmalerei).

Wilhelm von Debschitz

1899 beteiligte er sich an der Ausstellung des Bayerischen Kunstgewerbe-Vereins und 1901 an der ersten Ausstellung für Kunst im Handwerk in München.
1900 war Debschitz Lehrer an der Münchner Niederlassung der Scherbeck-Webschule. Dann wurde ihm das Direktorat der Vereinigten Werkstätten für Kunst im Handwerk angeboten, was er jedoch ablehnte und dafür 1902 mit dem Schweizer Hermann Obrist, einem Lehrer an dieser Schule, das Lehr- und Versuchsatelier für angewandte und freie Kunst aufbaute, die später nur nach ihm allein benannte Debschitz-Schule.
Neben einigen künstlerischen Arbeiten war Debschitz maßgeblich mit der Leitung der Schule befasst, die er – wohl auch wegen finanzieller Schwierigkeiten – 1914 an ein Konsortium von Künstlern unter Fritz Schmoll von Eisenwerth (1883–1963), dem jüngeren Bruder von Karl Schmoll von Eisenwerth (1879–1948), verkaufte. 1910/11 und 1913 hatte Debschitz bereits jeweils vorübergehend aus gesundheitlichen Gründen die Leitung der Schule an Schmoll übertragen.
In den Jahren 1902 bis 1914 waren Debschitz und seine Schule Mitglied im einflussreichen Bayerischen Kunstgewerbe-Verein. 1906 erhielt er eine Goldmedaille. 1909 war er Mitglied des Deutschen Werkbundes.
Nach dem Verkauf seiner Kunstschule nahm Debschitz 1914 den Posten des Direktors der städtischen Handwerker- und Kunstgewerbeschule Hannover an, den er nach langer schwerer Krankheit 1921 aufgeben musste. In dieser Zeit (1916) war Debschitz Mitbegründer der Kestner-Gesellschaft in Hannover.
Trotz seiner eigenen fortschrittlichen Ausbildungsvorstellungen blieb er dennoch sehr konservativ und hatte er noch während seiner hannoverschen Tätigkeit große Vorurteile gegen die Ausbildung der Frau in einem Beruf.
In diesen Jahren veröffentlichte Debschitz mehrere Essays als Periodika, wozu auch „Dekorative Kunst“ gehörte.
In der Zeit von 1922 bis 1929 lebte er in Bernau im Schwarzwald und arbeitete hauptsächlich an Textildesign. Seine letzten Lebensjahre verbrachte er in Lüneburg, der Heimatstadt seiner zweiten Ehefrau Hedwig, ab 1945 im Kloster Lüne.

## Publikationen
In folgenden Publikationen wurden seine Zeichnungen veröffentlicht (unvollständig):
- Ausstellungskatalog: Paul Klee, „Das Frühwerk“, München Dezember 1979–März 1980.
- Heinrich Moser, Ulrich Kollbrunner (Hg.): Jugendland, Zeichnung „Der erste Schritt“. Ein Buch für die junge Welt und ihre Freunde, Gebrüder Künzli Verlag, Zürich, München, Paris, Turin, Barcelona 1907.
- Willy Oskar Dressler: Kunstjahrbuch, Handbuch der deutschen Kunstpflege (einschließlich Deutsch-Österreichs und der deutschen Schweiz) und Rangliste deutscher bildender Künstler, Kunstgelehrter und Kunstschriftsteller. Jubiläums-Ausgabe zum Regierungsjubiläum Sr. Majestät Kaiser Wilhelm II., Verlag von Dresslers Kunstjahrbuch, Rostock 1913.
- Brüder Grimm: Kindermärchen, Stroefer Verlag, Nürnberg um 1910.
- Roland In-der-Aue und Theodor Stroefer: Märchen und Sagen Schatz. Eine Sammlung der schönsten Märchen, Sagen, Legenden etc., Stroefer Verlag, Nürnberg ohne Jahresangabe.
- Kathryn Bloom Hiesinger (Hg.): Die Meister des Münchner Jugendstils, Katalog zur Ausstellung im Philadelphia Museum of Art, München 1988, ISBN 3-7913-0887-4
- Die Kunst, Monatshefte für Freie und angewandte Kunst. Angewandte Kunst, der „Dekorativen Kunst“. Band 10, VII. Jg., 1903–1904, Bruckmann Verlag, München 1904.

## Sekundärliteratur
- Zeitschrift PAN: Die Schulen des Jugendstils. Heft 6/1988.
- Zeitschrift Sammler Journal. Heft 8/1993.